# St Ann's (Londres)
St Ann's est une zone anglaise située au nord de Londres, dans le borough londonien de Haringey.